# Wunderkerze

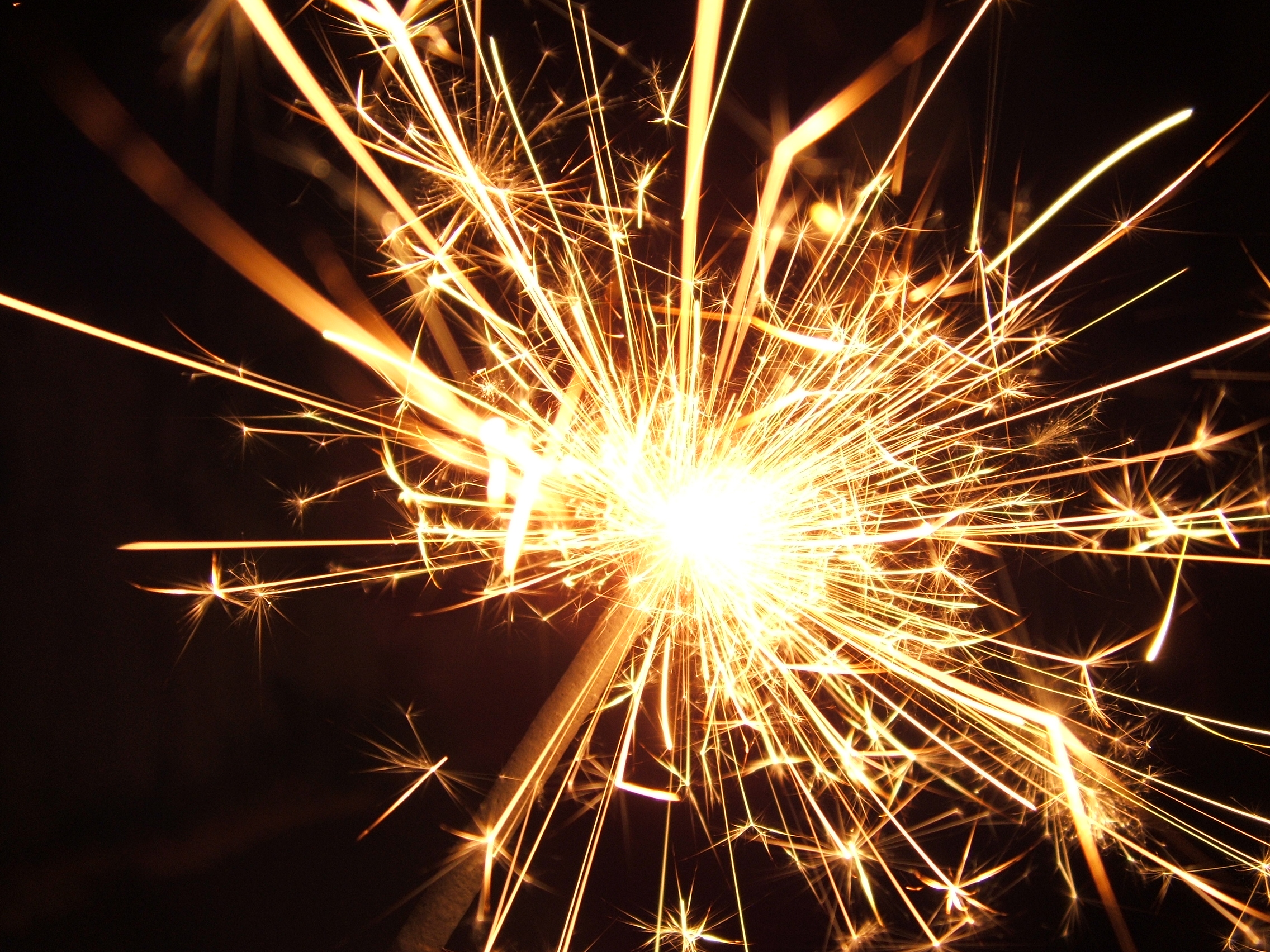
Brennende Wunderkerze

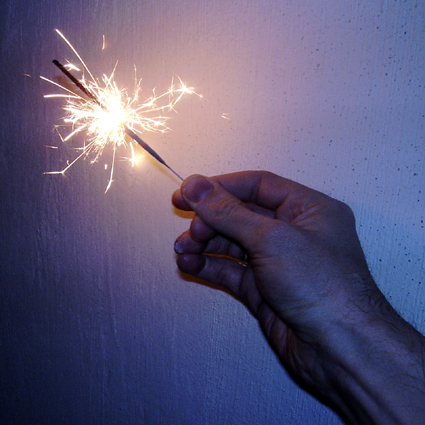
Wunderkerze mit Hand

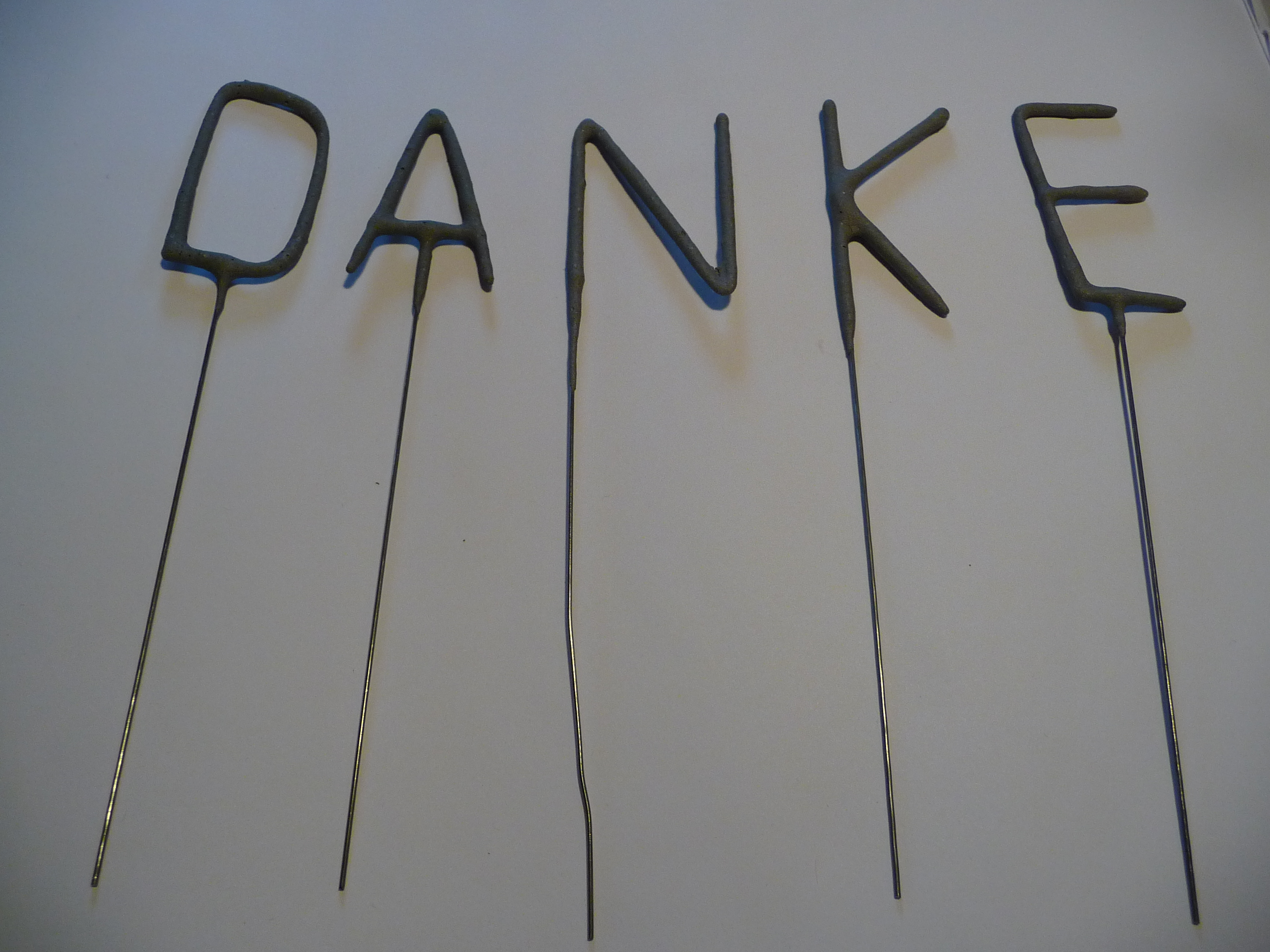
Wunderkerzen in Buchstabenform

Eine Wunderkerze ist ein Funken sprühender, meist stabförmiger Feuerwerkskörper, der in der Hand gehalten werden kann.
Synonyme sind Sternchenfeuer, Sprühkerze, Spritzkerze, Sternspritzer, Sternwerfer, Sternschlager, Sternspucker, Sternsprüher, Sternensprüher, Sternenspritzer, Spautzemännchen, Sternschneuzer, Sternlespeier, Sterndrachetle, Sternschmeißer, Sterndlwerfer und Sternspreiderer.

## Aufbau
Eine Wunderkerze besteht aus einem verkupferten Stahldraht, auf den eine ca. 4 mm dicke Brennschicht aufgetragen ist. Die Brennschicht besteht zu ca. 50 % aus dem Oxidationsmittel Bariumnitrat, zu ca. 30 % aus Eisenpulver, zu ca. 10 % aus Aluminiumpulver und zu ca. 10 % aus Bindemittel. Als Bindemittel werden Dextrin, Mehl oder Kartoffelstärke verwendet. Die Korngröße des Metallpulvers ist für das charakteristische Funkensprühen entscheidend. Die Wahl des Metallpulvers entscheidet über die Farbe der Funken. Aluminium, Titan oder Magnesium erzeugen weiße, Eisen orangefarbene und Ferrotitan gelb-goldene Funken.
Gebräuchliche Längen von Wunderkerzen sind 30, 40 und 70 cm sowie „Riesenwunderkerzen“ mit einer Länge von 1 m.

## Reaktion
Die für Wunderkerzen typischen Funken entstehen, wenn die winzigen Eisenkörnchen mit Sauerstoff verbrennen. Zusätzlich werden einige Metallkörner durch die bei der Verbrennung der Stärke (C6H10O5, dabei entsteht Wasser {\displaystyle H_{2}O} und Kohlenstoffdioxid {\displaystyle CO_{2}}) sowie bei der Zersetzung des Bariumnitrats ({\displaystyle Ba(NO_{3})_{2}}) entstehenden Gase (Sauerstoff O2 und Stickstoff N2) von der Wunderkerze weggeschleudert. Die Verbrennung läuft nach folgenden Reaktionen ab.
{\displaystyle \mathrm {2\ Ba(NO_{3})_{2}\longrightarrow 2\ BaO+2\ N_{2}+5\ O_{2}} }
{\displaystyle \mathrm {4\ Al+3\ O_{2}\longrightarrow 2\ Al_{2}O_{3}} }
{\displaystyle \mathrm {4\ Fe+3\ O_{2}\longrightarrow 2\ Fe_{2}O_{3}} }
{\displaystyle \mathrm {C_{6}H_{10}O_{5}+6\ O_{2}\longrightarrow 6\ CO_{2}+5\ H_{2}O} }
Die chemische Reaktion in einer Wunderkerze erzeugt Temperaturen bis 1100 °C. Die bei der Abbrennreaktion entstehenden Gase enthalten Anteile von giftigem Kohlenmonoxid und Stickoxiden (bei unvollständiger Verbrennung).
Wunderkerzen brennen auch in Inertgasatmosphären oder als Bündel unter Wasser.

## Herstellung
Aus dem Oxidationsmittel, den Metallpulvern und dem Bindemittel wird zusammen mit Wasser eine breiige, halbflüssige Brennmasse hergestellt. Diese wird auf die Metallstäbe im Tauchverfahren aufgebracht und anschließend getrocknet.

## Verwendung
Wunderkerzen eignen sich auch zu spektakulären Präsentationen beim Servieren von Speisen. Die Fernsehserie Das Traumschiff bedient sich oft am Filmschluss dieses Effekts. Wunderkerzen können praktisch nicht ausgeblasen werden, sie eignen sich deshalb zum Beispiel zur Visualisierung der Flugbahnen von Bumerangs.

## Geschichte
Die Geschichte der Erfindung der Wunderkerze ist nicht aufgeklärt. Nach einigen Quellen, z. B. BBC e-cyclopedia, wurden Wunderkerzen von Kallinikos von Heliopolis etwa 670 n. Chr. erfunden. Er war Architekt und nannte seine Erfindung ‘Cherosiphon’, die eher wie eine kleine römische Fackel waren. Das älteste bisher aufgefundene Patent ist AT000000035606B, „Verfahren zur Herstellung eines funkensprühenden Leuchtstabes“, Franz Jacob Welter, Vereinigte Wunderkerzen-Fabriken Gesellschaft mit beschränkter Haftung, Hamburg, 1907.
Die Produktion von Wunderkerzen war zunächst die einzige Grundlage der bekannten deutschen Feuerwerkskörperfabrik WECO Pyrotechnische Fabrik GmbH.

## Juristische Einstufung in Deutschland
Bei Wunderkerzen bis zu einer Länge von 30 cm handelt es sich um Feuerwerkskörper der Kategorie 1 (sogenanntes Kleinstfeuerwerk), welche gemäß § 20 Absatz 1 der Ersten Verordnung zum Sprengstoffgesetz (1. SprengV) das ganze Jahr über an Personen ab 12 Jahren abgegeben werden dürfen.
Wunderkerzen mit einer Länge von 40 cm (Brenndauer ca. 2 Minuten) und 70 cm (Brenndauer ca. 3,5 Minuten) gehören zu den Feuerwerkskörpern der Kategorie T1, die ebenfalls ganzjährig abgegeben und verwendet werden dürfen, allerdings nur an und von Personen ab 18 Jahren und nur für technische Zwecke entsprechend den Gebrauchshinweisen.
Bei den Riesenwunderkerzen mit einer Länge von 1 m (Brenndauer ca. 5 Minuten) handelt es sich um Feuerwerkskörper der Kategorie 2 (sogenanntes Kleinfeuerwerk), die grundsätzlich nur an den drei letzten Werktagen des Jahres an Personen ab 18 Jahren abgegeben und nur am 31. Dezember / 1. Januar (Silvester und Neujahr) verwendet werden dürfen. Eine Verwendung außerhalb dieses Zeitraums ist nur mit einer behördlichen Genehmigung zum Abbrennen eines Feuerwerks in Form einer Freistellung vom Verwendungsverbot des § 23 Absatz 1, 1. Halbsatz gemäß § 24 Absatz 1 der Ersten Verordnung zum Sprengstoffgesetz (1. SprengV) gestattet. Eine Ausbildung zum Pyrotechniker ist hierfür nicht erforderlich.